# Fort Saint Louis (Martinica)
Fort Saint Louis es un fuerte en la península de Fort-de-France, en Martinica. Actualmente el fuerte es una base naval y un monumento histórico. Existen visitas guiadas al fuerte, aunque no es posible visitar la base naval.

## Historia
En 1635, durante el reinado de Luis XIII, la Compañía de las Islas de América creó la colonia de Martinica, que gobernó hasta 1650. En 1638 los colonos construyeron un pequeño fuerte adentro de la bahía en proximidades de Fort de France para proteger a los barcos que estaban siendo reparados. Estas obras se concluyeron en 1672 gracias a los esfuerzos del gobernador general Jean-Charles de Baas-Castelmore, y se excavó una zanja para separar el fuerte del pueblo.
El 19 de julio de 1674, durante la tercera guerra anglo holandesa, una flota holandesa compuesta por dieciocho barcos de guerra, nueve barcos de carga y quince transportes de tropa con 3.400 soldados al mando del almirante de Ruyter lanzó un intenso ataque de tres días de duración, tras el cual el gobernador de Sainte Marthe llamó a un consejo de guerra. De Gemozat, el teniente real, fue el único miembro que rechazó toda idea rendirse. Durante el asalto, Thomas-Claude Renar de Fuschemberg, marques de Amblimont y comandante del barco de 44-cañones Les Jeux, utilizó el poder de fuego de su navío para evitar que las fragatas neerlandesas se aproximaran al fuerte, y que las fuerzas terrestres neerlandesas se tomaran el bastión norte. Los nombres de los tres militares se encuentran grabados en el puerto a modo de homenaje.
En 1677, Charles de La Roche-Courbon, conde de Blénac fue el primer Gobernador General, manteniéndose en el poder hasta su muerte en 1696. Durante su administración se construyó el muro de 487 m que circunda la península, el cual tenía cuatro metros de altura y dos de espesor. Su sucesor fue el marqués de Amblimont.
En 1759 y 1762 se vivieron dos ataques británicos, el segundo exitoso, en gran medida debido a la poca preparación para repeler ataques por tierra. Durante el dominio británico la localidad pasó a llamarse Fuerte Edward.

### Tratado de París

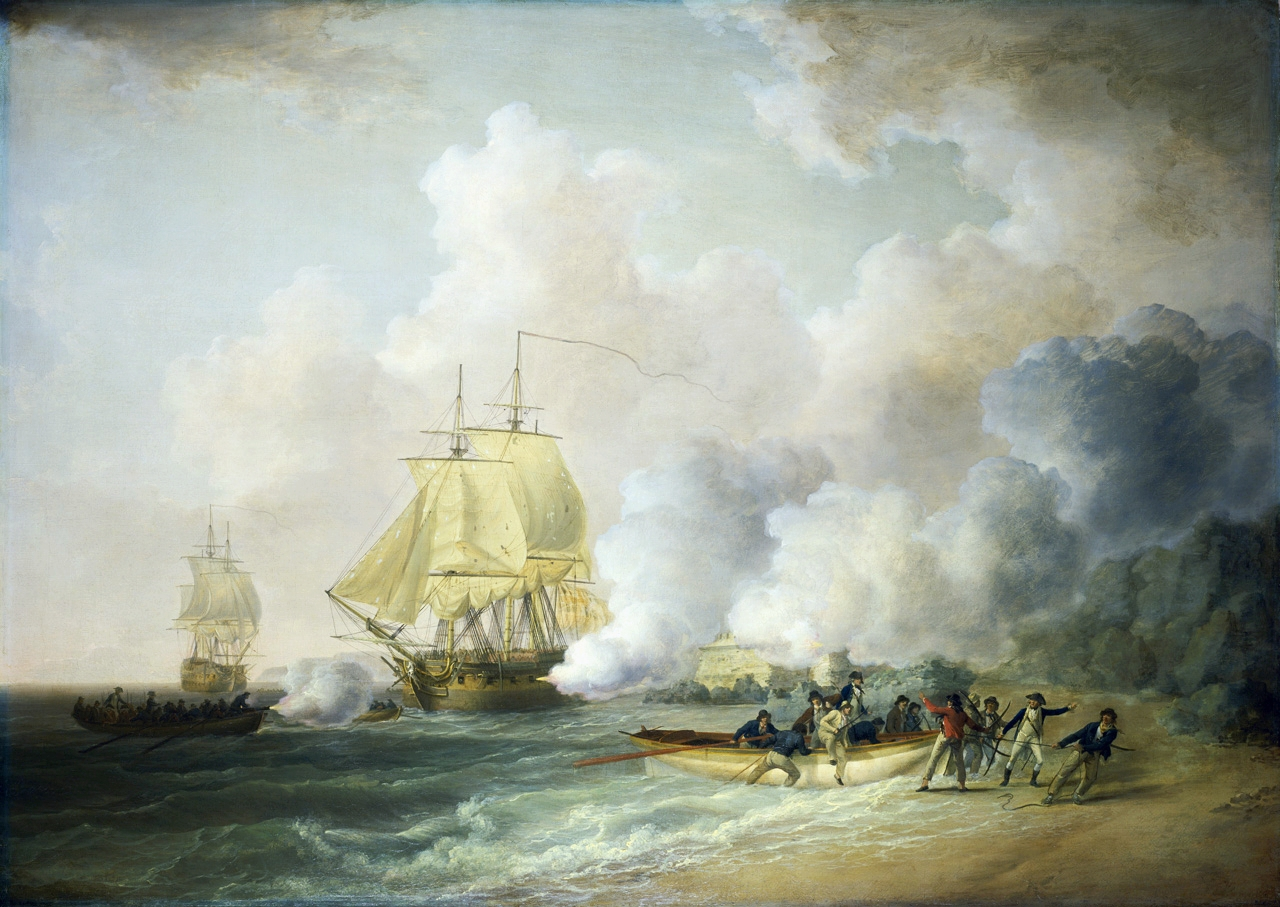
Toma del Fort Saint Louis, de 1794, por Nicholas Pocock.

En 1763, tras la firma del Tratado de París y el subsiguiente paso de la zona a manos francesas, el lugar pasó a llamarse Fort Royal, que fue reforzado mediante la construcción de un segundo fuerte. 
En 1793, con la Revolución francesa, se cambió su nombre a Fort de la République (Fuerte de la República).
En 1794 el almirante inglés John Jervis atacó la isla Martinique, ocupándola tras 28 días. 
El gobernador general de Martinica por esta época era Donatien Marie Joseph de Vimeur, conde de Rochambeau. Los británicos ocuparon el fuerte hasta septiembre de 1802, cuando por el Tratado de Amiens la isla regresó a Francia. El fuerte fue recuperó su nombre original.
Los ingleses capturaron nuevamente Martinica en 1809. El almirante Louis Thomas Villaret de Joyeuse, que desde septiembre de 1802 era el gobernador general, todavía estaba a cargo. Una Corte de investigación en París que sesionó en diciembre de 1809 le quitó al almirante y a algunos de sus subordinados sus rangos y honores, al encontrarlos responsables de los problemas con la fortificación de Fort Desaix y la posterior pérdida de la isla. Los británicos ocuparon el fuerte el 21 de febrero de 1809 permaneciendo hasta el 8 de octubre de 1814, y luego brevemente en 1815 luego de que Napoleón escapó de Elba. 
Para proteger la bahía, entre 1850 y 1896 los franceses instalaron varias piezas de artillería en el fuerte y en Pointe des Negres.

## Base naval
Fort Saint Louis se encuentra bajo el comando del responsable de la fuerza aérea y naval para el mar Caribe. Incluye los edificios administrativos de la base, las construcciones del servicio naval, la estación de radio de Pointe des Sables y el depósito de municiones, y la estación de Rivière-Salée, a 20 km.
En el fuerte también se encuentra la última población de la iguana (Iguana Delicatissima) de Martinica. Sin embargo es motivo de disputa si los reptiles son nativos de Martinica o son resabios de la población de un pequeño zoológico que se encontraba ubicado en el fuerte a principios del siglo XX.